# Heinrich Curt Brückner

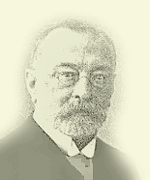
Heinrich Curt Brückner

Heinrich Curt Brückner (* 4. Januar 1851 in Löbau, Königreich Sachsen; † 9. Dezember 1922 ebenda) war ein deutscher Apotheker, stellvertretender Bürgermeister seiner Heimatstadt und königlich-sächsischer Hofrat. Am 29. Dezember 1921 wurde er zum Ehrenbürger der Stadt Löbau ernannt.

## Leben
Brückner besuchte in seiner Heimatstadt die erste Bürgerschule und später die Annen-Realschule in Dresden. Nach seinem Schulabschluss absolvierte er von 1868 bis 1871 eine Lehre in der Marienapotheke am Dresdner Altmarkt, ehe er 1874 ein Studium in Leipzig aufnahm, welches er bereits im Folgejahr beendete. Am 1. Januar 1877 übernahm er das in Familienbesitz befindliche Apothekengeschäft in seiner Heimatstadt Löbau.
1883 wurde er dort zum Mitglied des Schulausschusses, engagierte von 1885 bis 1888 als Stadtverordneter und ab 1889 als Mitglied im Rat der Stadt. 1901 ließ Brückner am damaligen Schulgraben Löbaus eine Villa für sich und seine Familie bauen, die Brücknersche Villa. In seiner Rolle als Mitglied des Rates der Stadt war er ab 1909 auch stellvertretender Bürgermeister von Löbau. Am 14. Februar 1911 gründete er die Curt-Brückner-Stiftung, 1913 wurde der Apotheker zum königlich-sächsischen Hofrat ernannt.
Zu Ehren Brückners wurde bereits 1911 der Schulgraben, an welchem er seine Villa hatte errichten lassen, in Brücknerring umbenannt. Aufgrund seiner Verdienste um die Stadt Löbau, u. a. bei der Errichtung des Elektrizitätswerkes und der Jägerkaserne, wurde Brückner am 29. Dezember 1921 zum Ehrenbürger von Löbau ernannt. Er starb am 9. Dezember 1922 in seiner Geburtsstadt.